# 毒藤女
毒藤女（英語：Poison Ivy），又譯為“毒青藤”、“毒藥艾薇”，是DC漫畫中的一名虛構超級反派角色，有時作為反英雄的身分登場，由Robert Kanigher和Sheldon Moldoff創造，首次出現於漫畫《蝙蝠俠》#181（1966年6月）。
在IGN的名單中排名前100位的漫畫書惡棍排名她為第64名，在漫畫買家指南的100位最性感漫畫女性列表被列為21位。

## 人物
初登場時身份為潘蜜拉·莉莲·艾斯利博士（Dr. Pamela Lillian Isley），但在一場實驗中意外中毒後，就變身為狂熱的想要維護大自然、認為植物在人類之上的毒藤女，她可以操控植物跟毒素，也是蝙蝠俠的對手之一。
童年時，儘管生活在富裕家庭，她在家中卻得不到父母的關愛，因此經常與植物為伍以獲得陪伴。長大後修習植物學，卻被有私心的教授利用，被注射了性質不穩定的毒素，而獲得植物方面的超能力（在某些版本裡皮膚變為綠色），原本懦弱的性格也變得大膽狂野；當時的男友卻發生意外過世了，令她情緒崩潰。
後來任職於布魯斯韋恩的旗下公司，由於提出的藥劑功效具有爭議性被布魯斯開除，且依照契約內容在僱用期間的所有研發皆為公司所有，因此對他心生不滿。
原本厭惡人類的她，在被關押在阿卡漢瘋人院期間，認識了心理醫生哈琳·奎澤爾（之後成為小丑女）而逐漸敞開心房，往後多次出手保護與救援她。因明白小丑總是在身心上傷害她，而勸她分手離開他。之後兩人的關係逐漸從閨中蜜友發展為情人，並賦予給哈莉奎茵的抗毒體質、過人的反射神經與運動能力。

## 能力
毒藤女因為曾被注射過化學合成的植物毒素，僥倖存活後的她擁有和植物互相感应並控制植物的能力，
其體內細胞的突變令她可以無視任何病毒、菌类、毒素的影響（包括小丑的笑气与毒素和稻草人的恐懼毒氣），並能於體內分泌出特殊的激素，使她能不論男女控制任何人的行動（意志堅強者如蝙蝠俠就不會有太大作用），更能將此化為強力的毒素毒殺目標。
毒藤女可以透過雜交植物的方式調配出各式各樣的生物毒素，種類與效果十分齊全，尤其擅長配製出精神控制和即刻致命的毒素。
毒藤女通常會隨身攜帶藤蔓用來作為攀爬工具和當作武器使用。
毒藤女不擅長近身格鬥，但她可以用自己的能力招來植物助戰，或是控制他人作為自己的打手。

## 其他媒體

### 電影
- 1997年電影《蝙蝠侠与罗宾》，乌玛·瑟曼飾演。

### 電視劇
- 《萬惡高譚市》：在本作的名字為艾薇·「潘蜜拉」·派普。由克萊兒·福利（第一、二季）、瑪姬·格哈（第三季，第四季為客串）飾演尚未成為毒藤女的艾薇·派普。第四季由佩頓·莉斯特（英语：Peyton List (actress, born 1986)）飾演。
- 《蝙蝠女俠 (電視劇)》：第三季反派，由布麗奇特·里根（英语：Bridget Regan） 飾演 潘蜜拉·艾斯利／毒藤女。
  - 妮可·姜 飾演 瑪莉·漢密爾頓／毒藤女二代。

### 動畫電影
- 《蝙蝠俠：血濺亞克漢》在小丑釋放阿卡漢精神病院的囚犯與病患時趁亂逃出。
- 《樂高蝙蝠俠電影》
- 《蝙蝠俠與哈莉奎茵》
- 《忍者蝙蝠俠》：日文版由田中敦子配音，英文版由塔拉·史壯配音。
- 《蝙蝠俠：漫長的萬聖節》

### 電子遊戲
- 蝙蝠俠：阿卡漢系列：
  - 《蝙蝠俠：阿卡漢瘋人院》：由Tasia Valenza配音[2]。
  - 《蝙蝠俠：阿卡漢城市》：由Tasia Valenza配音。
  - 《蝙蝠俠：阿卡漢騎士》：由Tasia Valenza配音[3][4]。
- 《超級英雄：武力對決2》：玩家可使用人物之一[5]。由Tasia Valenza配音。

## 延伸阅读
- Daniels, Les. 蝙蝠侠：完整的历史。编年史，1999年。ISBN 0-8118-4232-0
- 比蒂，斯科特，拉及其它，蝙蝠侠手册：最终的训练手册。出版社，2005年。ISBN 1-59474-023-2